# Piet Paaltjens

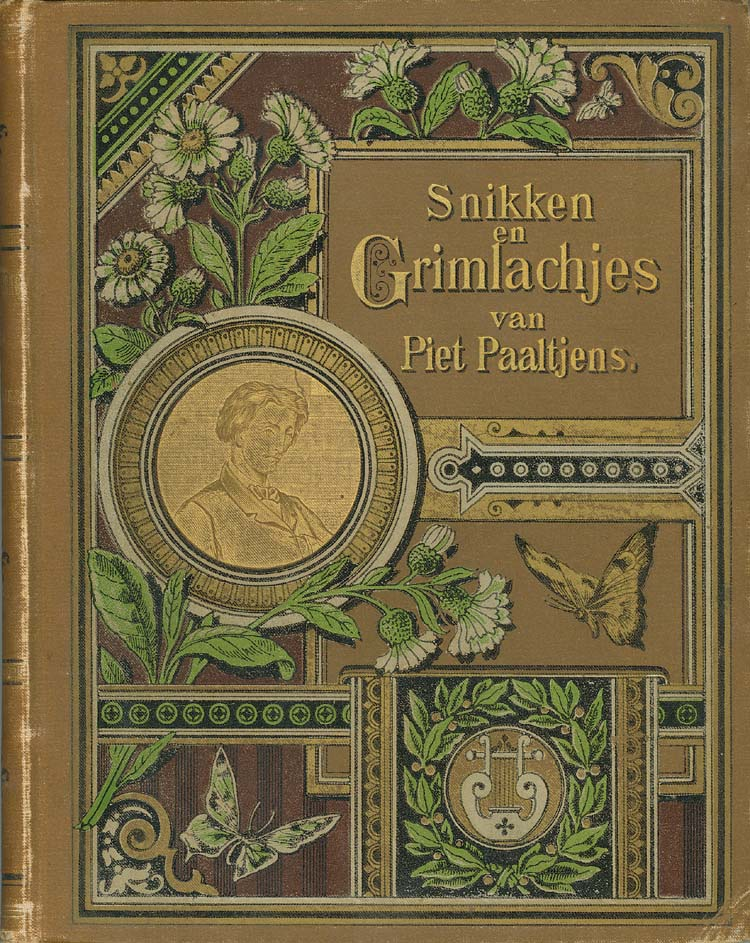
Omslaget till diktsamlingen Snikken en grimlachjes.

François Haverschmidt, född den 14 februari 1835 i Leeuwarden, död den 19 januari 1894 i Schiedam, var en holländsk författare under pseudonymen Piet Paaltjens.
Haverschmidt blev 1864 reformert predikant i Schiedam. Hans studentdikter, Snikken en grimlachjes, poëzie uit den studententijd van Piet Paaltjens (1867; 8:e upplagan 1904) var på sin tid mycket populära. Hans biografi skrevs av Jan ten Brink och publicerades i "Elsevier’s geilustreerd maandschrift" (1894).